# 諸岡奈央
諸岡 奈央（もろおか なお、1982年3月22日 - ）は、日本の空手家、空手指導者である。神奈川県戸塚区出身。清泉女学院中学高等学校、青山学院大学卒業。全日本空手道連盟公認三段。得意とする形はチャタンヤラクーシャンクー（北谷屋良公相君）。美しさと華やかさを併せ持つ形を演武し「形の妖精」と称された。

## 人物
神奈川県戸塚区に生まれ育ち、3歳で姉と空手を学び始める。高校2年の時に神奈川国体で、少年女子形で優勝。大学在学中には全日本学生選手権大会において、女子形の部としては史上初となる4年連続優勝を成し遂げた。1999年から2008年まで、10年連続で全日本空手道連盟の代表選手に選ばれ続けていた。
2006年、第15回アジア競技大会（ドーハ）で国際大会初出場初優勝。2008年、国内最高位の大会である第36回全日本空手道選手権で念願の初優勝、これを最後に現役を引退する。引退後はイッセイ・ミヤケのパリ・コレクションのショーに出演したり、テレビCMに出演したりするなど、空手を広く一般に認知させることに大きく貢献した。
2010年に結婚・出産し、現在は二児の母として子育てに励みながら、地元横浜にて空手道の指導を精力的に努めている。
2021年、テレビ東京の東京オリンピック (五輪) では空手の解説を務めた。2022年、NHK Eテレ「趣味どきっ!」6月-7月「空手の形で気分爽快!」講師、NHK Eテレ 第50回全日本空手道選手権大会形解説を務めた。

## 主な成績
- 1998年：かながわ・ゆめ国体 少年女子形の部 優勝
- 1998年 - 1999年：全国高等学校空手道選抜大会 個人形の部 二年連続優勝
- 2000年 - 2003年：全日本学生選手権大会 個人形の部 四年連続優勝
- 2004年：全日本実業団空手道選手権大会 女子個人形の部 優勝
- 2004年 - 2008年：東日本実業団空手道選手権大会 女子個人形の部 五年連続優勝
- 2005年：晴れの国おかやま国体 成年女子形の部 優勝
- 2006年：第34回全日本空手道選手権大会 女子個人形の部 準優勝
- 2006年：第15回アジア競技大会 女子個人形の部 優勝
- 2007年：第6回アジア空手道選手権大会 女子個人形の部 優勝
- 2007年：秋田わか杉国体 成年女子形の部 優勝
- 2007年：全日本実業団空手道選手権大会 女子個人形の部 優勝
- 2008年：チャレンジ！おおいた国体 成年女子形の部　優勝
- 2008年：第36回全日本空手道選手権大会 女子個人形の部　優勝

## 活動実績

### 資格
- 全日本空手道連盟 公認三段
- スポーツメンタルトレーナー
- スポーツフードアドバイザー

### イベント出演
- ジャパンウォーク in YOKOHAMA
- TOKYO2020ライブサイト
- 朝日新聞スポーツチャレンジA
- 神奈川県警「110番の日｣キャンペーン 一日通信指令官
- ISSEI MIYAKE パリ・コレクション

### 広告
- UNIQLO フリース CM（2009,2014）

### テレビ
- NHK総合「サンデースポーツ(特集)」
- NHK Eテレ「趣味どきっ!『空手の形で気分爽快!』」、「第50回全日本空手道選手権大会」
- 日本テレビ 「カートゥンKAT-TUN」
- フジテレビ 「めざましテレビ」、「ジャンクSPORTS」
- テレビ東京 「東京オリンピック (五輪) 空手」

### 雑誌・WEB
- 朝日新聞出版 「週刊朝日 (表紙)」、「AERA」
- マガジンハウス 「an・an」

### その他
- Benesse 「サンキュ!」(読者モデル兼ブロガーとして活動)

### DVD
- 諸岡奈央のスーパーセミナー -トマリバッサイ・チャタンヤラクーシャンクー編-
- 諸岡奈央ベスト空手-形女王の軌跡とテクニック-